# Phra Phuttha Ratana Mongkon Maha Muni

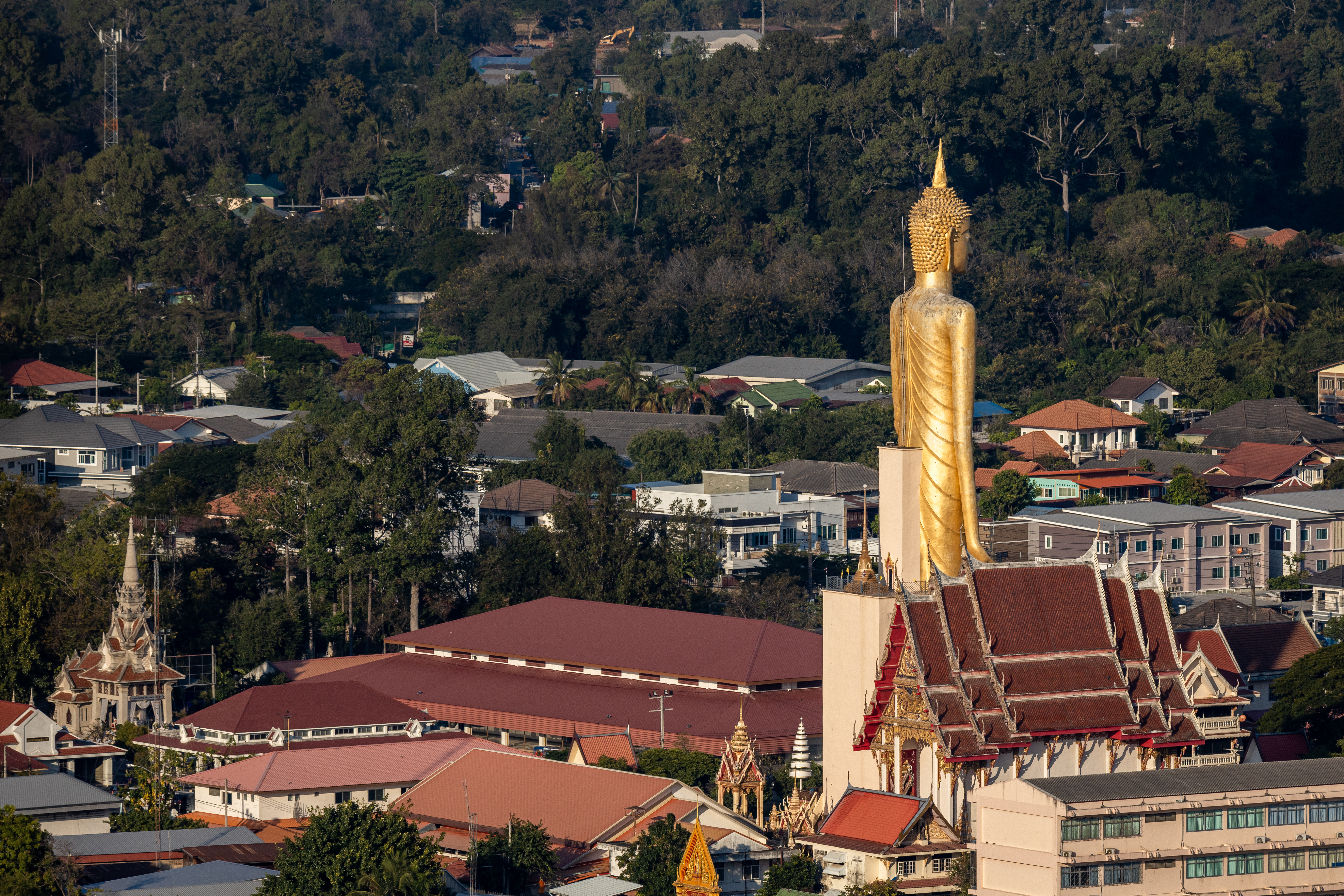
Phra Phuttha Ratana Mongkon Maha Muni-Statue von hinten mit Treppe zur Aussichtsplattform auf halber Höhe

Phra Phuttha Ratana Mongkon Maha Muni (Thai พระพุทธรัตนมงคลมหามุนี), oder Phra Phutta Rattana Mongkhol Maha Munee, auch Luangpho Yai (Thai หลวงพ่อใหญ่) genannt und im englischen Sprachgebrauch als The Great Buddha of Roi Et bezeichnet, ist die höchste Buddha-Statue in Thailand, die einen stehenden Buddha zeigt. Sie stellt den Buddha Gautama dar und wurde im Auftrag des Anfang der 1970er Jahre amtierenden Abts des Burapha-Phiram-Tempels (วัดบูรพาภิราม) errichtet.

## Geographie
Die Statue befindet sich auf der Anlage des buddhistischen Tempels Wat Bhurapha-Phiram in Roi Et (Thai ร้อยเอ็ด), einer Stadt in der gleichnamigen thailändischen Provinz Roi Et. Roi Et ist die Hauptstadt des Landkreises Amphoe Mueang Roi Et und ist ca. 500 Kilometer in nordöstlicher Richtung von der Landeshauptstadt Bangkok entfernt. Die frei stehende Phra Phuttha Ratana Mongkon Maha Muni-Statue ist das schon von weitem erkennbare Wahrzeichen der Provinz Roi Et und entwickelt sich zu einer Attraktion für Touristen.

## Bauwerk
Der Bau der Phra Phuttha Ratana Mongkon Maha Muni-Statue wurde im Jahr 1973 begonnen und 1979 beendet.  Die Kosten für den Bau der Buddha-Statue betrugen etwas über 7.000.000 Baht. Der Architekt der Anlage ist nicht überliefert.  Es wird angenommen, dass es sich bei dem Bildhauer um einen Künstler aus der Region handelt. Der Blick der Statue ist Richtung Osten gerichtet. Als Grundmaterial für die Statue wurde überwiegend Stahlbeton verwendet. Auf der Außenseite ist sie mit einem dünnen Goldanstrich versehen und bereichsweise außerdem mit farbigem Mosaik verziert. Auf der Rückseite befindet sich eine Treppe in einem Treppenhaus. Die Treppe reicht etwa bis zur halben Höhe der Statue und ist am Ende mit einer Aussichtsplattform versehen. Diese ermöglicht den Besuchern einen eindrucksvollen Blick auf die Umgebung des Tempels. An der Basis befindet sich ein kleines Museum, das ergänzende Informationen zur Geschichte des Tempels und der Statue bietet. Die Phra Phuttha Ratana Mongkon Maha Muni-Statue selbst hat eine Höhe von 59,20 Metern. Einschließlich des Sockels beträgt die Gesamthöhe 67,85 Meter. In der Liste der höchsten Statuen zählt die Phra Phuttha Ratana Mongkon Maha Muni-Statue Mitte 2021 zu den dreißig höchsten Standbildern weltweit. Sie ist dabei die höchste stehende Buddha-Statue in Thailand. Die Statue Mahaminh Sakayamunee Visejchaicharn (Thai พระพุทธมหานวมินทรศากยมุนีศรีวิเศษชัยชาญ) (Phra Buddha Maha Nawamin Sakayamuni Sri Wiset Chai Chan oder  „Der Große Buddha von Wat Muang“) in der Provinz Ang Thong ist mit einer Gesamthöhe von 92 Metern zwar deutlich höher, hierbei handelt es sich jedoch um eine sitzende Buddha-Figur in Māravijaya-Haltung.

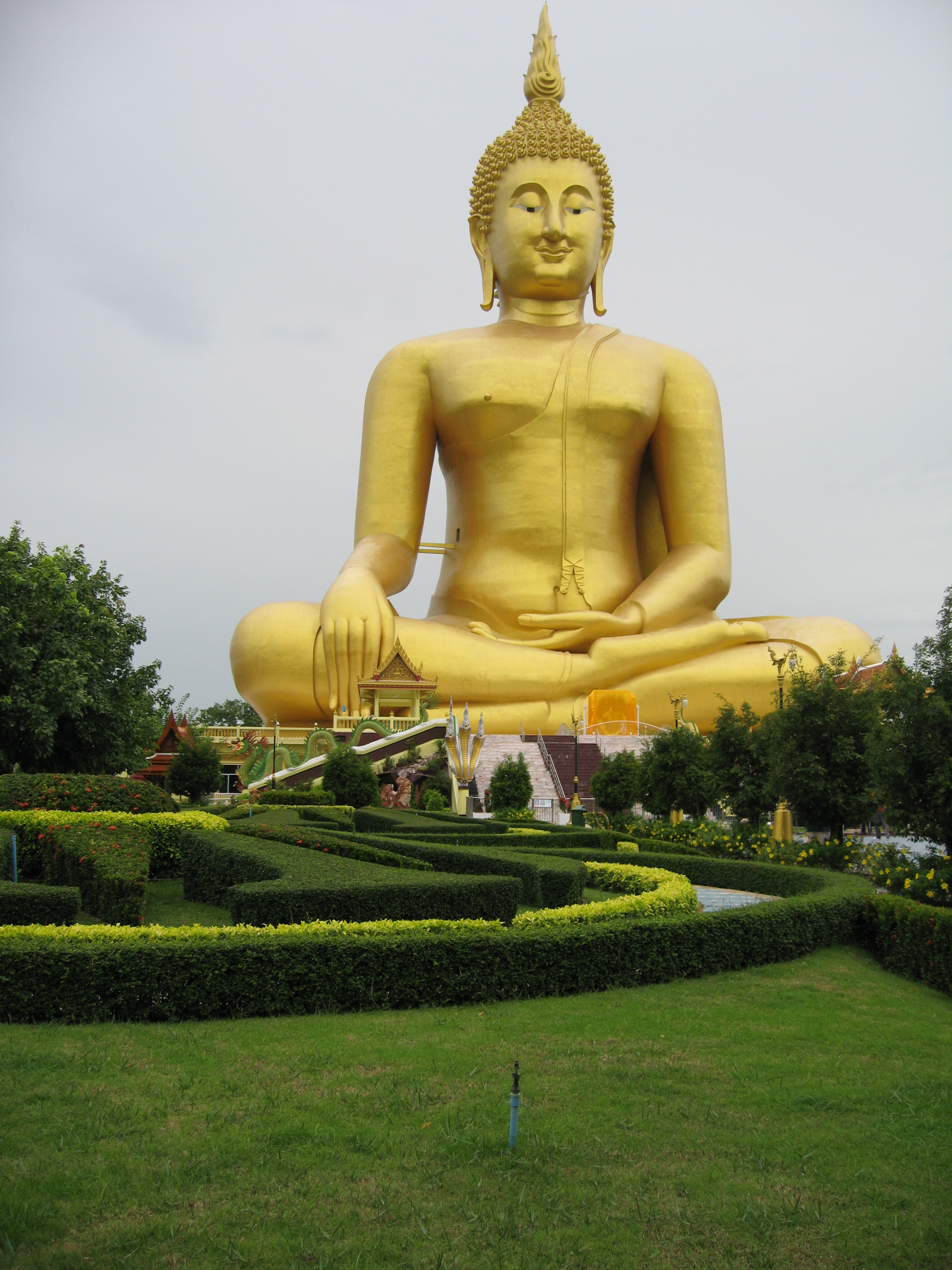
Die Statue Mahaminh Sakayamunee Visejchaicharn
(zum Vergleich)